# Padzsi
A padzsi a koreai hanbok nadrágrésze. A nadrág alatt viselték a szokkoi (속고의) elnevezésű alsónadrágot. A padzsi alját egy vastag szalaggal (대님, tenim) rögzítették a boka körül, a poszon (버선), azaz a zokni felvételét követően. A padzsi eleinte szűkebb volt, a lovaglást megkönnyítendő, azonban később bővebb szárú lett, elősegítve a könnyebb fizikai munkát és kényelmesebbé téve a padlón ülést. Korábban a nők is viseltek padzsit, a cshima szoknya megjelenésével azonban a ruhadarab alsónemű funkciót öltött és szokpadzsiként (속바지, alsónadrág) viselik.